# Tinted Windows
Tinted Windows es un supergrupo estadounidense formado por James Iha de The Smashing Pumpkins, el cantante Taylor Hanson de la agrupación Hanson, el bajista Adam Schlesinger de Fountains of Wayne y el baterista Bun E. Carlos, ex-Cheap Trick. Josh Lattanzi también formó parte de la banda como guitarrista rítmico. La primera presentación de la banda se llevó a cabo el 18 de marzo de 2009 en Tulsa, Oklahoma.
El 19 de febrero de 2009, la banda firmó un contrato con S-Curve Records, sello conocido por firmar a artistas como Joss Stone, Fountains of Wayne y Tom Jones. El 21 de abril del mismo año salió al mercado su único álbum de estudio, también titulado Tinted Windows.

## Discografía

### Estudio
- Tinted Windows (2009)